# São Paulo de Frades
Pour les articles homonymes, voir São Paulo (homonymie).
São Paulo de Frades est une ancienne paroisse civile portugaise (en portugais : freguesia) de la municipalité de Coimbra dans le district du même nom.
La loi no 11-A/2013 du 28 janvier 2013, portant réorganisation administrative du territoire des freguesias, fusionne São Paulo de Frades avec la paroisse voisine d'Eiras pour former l’União das freguesias de Eiras e São Paulo de Frades (dont le siège est à Eiras).
Avant cette fusion, disposait d'une exclave au nord d'Erias : le quartier de Santa Apolónia.